# Pleiomorpha dystacta
Pleiomorpha dystacta är en fjärilsart som beskrevs av Lajos Vári 1961. Pleiomorpha dystacta ingår i släktet Pleiomorpha och familjen styltmalar. Inga underarter finns listade i Catalogue of Life.